# 康建生技公司槍擊案
康建生技公司槍擊案，發生於臺灣南投縣草屯鎮康建生技公司廠房。共計4人死亡，1人重傷。

## 案件經過與逮捕
2022年7月14日下午6點多，一名男子闖入康健生技廠房，把其他人關進廁所後，槍擊負責人賴敏男，負責人女兒賴彥予，其弟賴鋕卿，張姓工場主任，劉姓園藝課長。除負責人賴敏男外，其餘四人死亡。
警政署長黃明昭也南下坐鎮，初步鎖定離職員工李鴻淵涉有重嫌，7月15日凌晨警方荷槍實彈前往霧峰一處民宅攻堅，但最後仍撲空。
兇嫌李鴻淵逃亡21小時後，2022年7月15日下午在台中市中清路一間SPA會館內遭逮，搜出3把槍枝和上百發子彈，兇嫌落網後還一直不斷大喊：「報仇有什麼錯！」。

## 後續

### 受害者
倖存者賴敏男中彈後送到台中榮民總醫院救治，院方說明賴敏男80多歲，遭受槍傷等同較嚴重腦震盪合併腦出血，會有包括語言、肢體活動等後遺症，同年9月出院後由返國兒子接去北部照護中心養病。

### 犯人起訴與審判
正犯
- 起訴：2022年8月30日，臺灣南投地方檢察署依殺人等罪嫌起訴李鴻淵
- 一審：2023年5月18日，臺灣南投地方法院判處3個死刑、褫奪公權終身、併科罰金新臺幣35萬元；全案可上訴。[5]
- 二審：2023年12月7日，臺灣高等法院台中分院判決，除殺害劉姓園藝課長部分撤銷，仍判處死刑外，其他部分上訴駁回；全案可上訴。[6]

幫助犯
- 賴裕隆：兇嫌友人、養生館經理，事前幫忙買槍、事後藏匿犯人，2023年1月17日南投地方法院判有期徒刑4年2月、罰金新台幣16萬元。